# Cordón sanitario

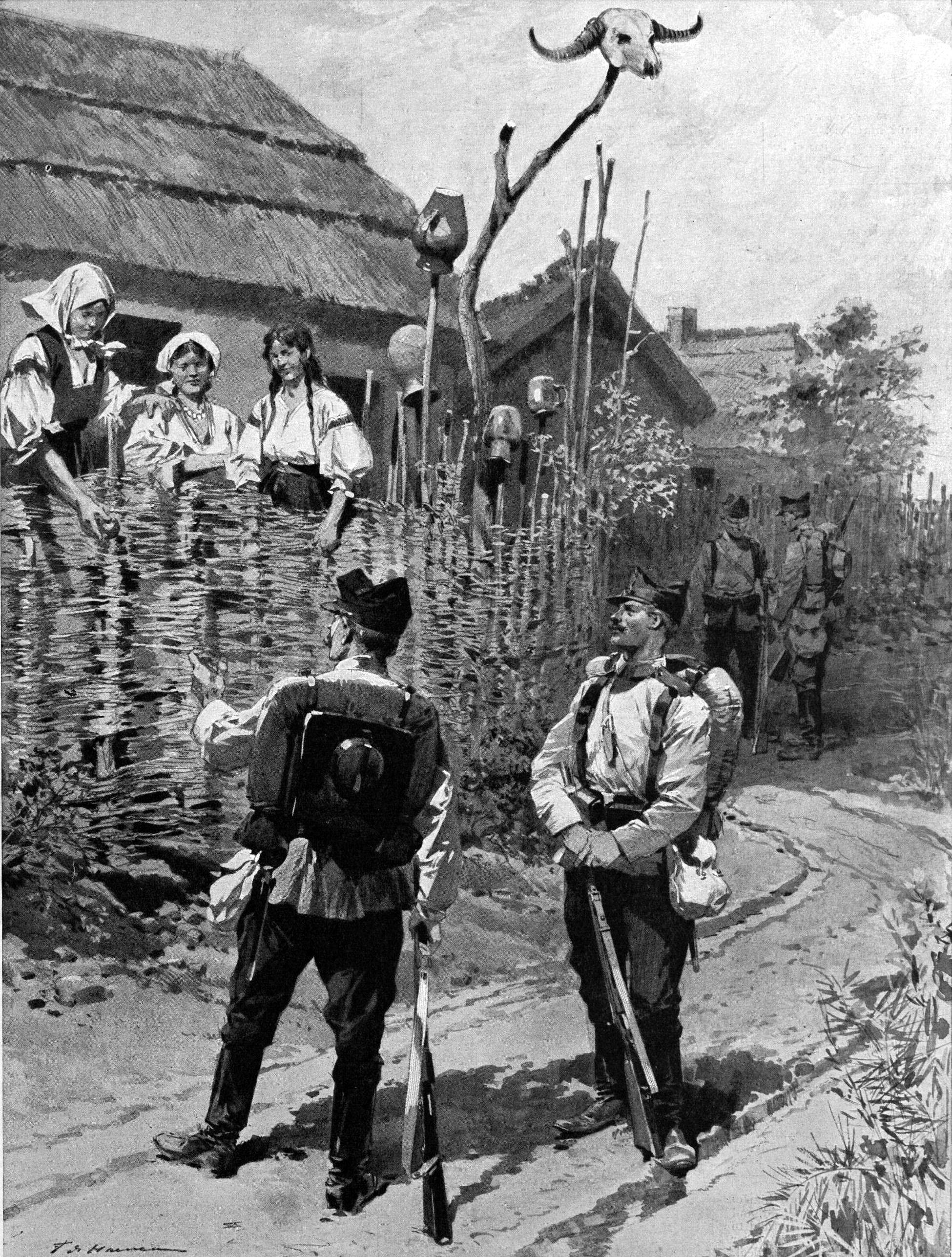
Cordón sanitario levemente reforzado durante una epidemia de cólera en Rumania, 1911

La expresión cordón sanitario (del francés Cordon sanitaire) denota en origen a la barrera ejecutada para evitar la expansión de una enfermedad infecciosa. Se puede usar indistintamente también con la expresión cuarentena, y aunque los términos están relacionados, cordón sanitario se refiere a la restricción de movimiento de personas dentro de una área geográfica, como una población. El término también se usa, por extensión, para referirse a los intentos de prevenir la expansión de una ideología que se considere indeseada o peligrosa, como las políticas de contingencia adoptadas por George F. Kennan contra la Unión Soviética.
Los cordones supuestamente sanitarios han tenido a menudo motivos políticos secretos. Tales son los que los austriacos colocaron en el siglo XIX y que más bien amenazaban a Rusia que protegían a los germanos. Tal fue el cordón sanitario que establecieron los franceses en 1822 respecto a España (primera utilización de la frase cordon sanitaire). Se alegó la fiebre amarilla de Barcelona para imponerlo, mientras que en realidad no tenía otro objeto que contener el contagio ideológico desde la España constitucional. El cordón sanitario de los franceses se transformó posteriormente en "cuerpo de observación" y finalmente en ejército de invasión que restableció el absolutismo en España. También se creó un "cordón sanitario", compuesto por los países que rodeaban la URSS, cuando finalizó la Primera Guerra Mundial. Este llamado cordón sanitario era uno de los tres objetivos de la Paz de París, que pretendía mantener aislada a Rusia, ya que en ella se había implantado un régimen comunista.

## En la diplomacia
El uso seminal del "cordón sanitario" como metáfora de la contención ideológica se refería al "sistema de alianzas instituido por Francia en la Europa posterior a la Primera Guerra Mundial que se extendía desde Finlandia a los Balcanes" y que "rodeaba completamente a Alemania y cerraba a Rusia de Europa Occidental, aislando así a las dos naciones políticamente "enfermas" de Europa.
Al primer ministro francés Georges Clemenceau se le atribuye la acuñación del uso, cuando en marzo de 1919 exhortó a los estados fronterizos recientemente independientes que se habían separado del Imperio ruso y su sucesor la Unión de Repúblicas Socialistas Soviéticas para formar una unión defensiva y así poner «en cuarentena» la extensión del comunismo a Europa occidental; Llamó a tal alianza un cordón sanitario. Este es todavía probablemente el uso más famoso de la frase, aunque a veces se usa más generalmente para describir un conjunto de estados de amortiguamiento que forman una barrera contra un estado más grande, ideológicamente hostil.

## En la política
Usado a menudo para referirse a la negativa de los partidos convencionales a realizar alianzas o coaliciones con partidos políticos considerados extremistas, se origina en Bélgica con la exclusión del ultraderechista Vlaams Blok de las negociaciones de gobierno. 
A partir de finales de los ochenta, el término fue introducido en el discurso sobre la política parlamentaria por los comentaristas belgas. En aquella época, el partido nacionalista flamenco de Vlaams Blok, de extrema derecha, empezó a hacer importantes ganancias electorales. Debido a que el Vlaams Blok era considerado un grupo racista por muchos, los otros partidos políticos belgas se comprometieron a excluir al partido de cualquier gobierno de coalición, incluso si eso forzaba la formación de una gran coalición entre rivales ideológicos. Los comentaristas llamaron a este acuerdo el cordón sanitario de Bélgica. En 2004, su partido sucesor, Vlaams Belang cambió su plataforma para permitirle cumplir con la ley. Si bien no se ha firmado ningún nuevo acuerdo formal contra ella, no se sabe si algún partido belga entrará en conversaciones de coalición con Vlaams Belang en un futuro próximo. Varios miembros de varios partidos flamencos han cuestionado la viabilidad del cordón sanitario. Los críticos del cordón sanitario afirman que también es antidemocrático.
Ejemplos:
- Tras la reunificación de Alemania el antiguo Partido Socialista Unificado de Alemania se reconstituyó en el Partido del Socialismo Democrático, luego fusionándose con la escisión del Partido Socialdemócrata Alemán en el área occidental el WASG y conformando La Izquierda. Desde entonces todos los partidos tradicionales alemanes se han negado a incluir a La Izquierda en cualquier coalición de gobierno a nivel federal, a pesar de haber sumado mayoría absoluta con socialdemócratas y verdes en 2005-2009 y 2013-2017. A nivel estatal, no obstante, alianzas de gobierno entre La Izquierda con los verdes y socialdemócratas son comunes. El ostracismo sí es absoluto hacia el partido neonazi La Patria cuyos representantes en parlamentos locales han sido excluidos totalmente de toda coalición política. Actualmente el cordón sanitario se aplica a nivel estatal y federal hacia el partido de extrema derecha AfD.[4][5] En el estado de Thüringen después de un escándalo causado por la elección de Thomas Kemmerich como primer ministro con votos del AfD en febrero de 2020 resultando en la dimisión de eso, el candidato de La Izquierda Bodo Ramelow fue reelegido con el apoyo de la conservador Unión Cristiana Democrática de Alemania (CDU). Ese escándalo puso a la prueba las declaraciones de cordón sanitario por parte de la CDU que había mantenido hasta esos eventos que no iba a entrar en ninguna cooperación de cualquier forma con el AfD o La Izquierda, pero como más que ha mitad de escaños en el Parlamento estatal pertenecía a esos dos partidos había que cooperar con una de las dos para salir de la crisis.
- En la política de Cataluña se ha utilizado el término para excluir al Partido Popular del gobierno autonómico.[6] También fue usado el término por el secretario general del PSOE Pedro Sánchez haciendo un llamado a una coalición de izquierdas que excluya al PP en España.[7]
- En el resultado electoral de 2018 de las elecciones a Andalucía en referencia al muro que los partidos de izquierda han tratado de alzar para aislar, sin éxito, a la de Vox.
- En Francia el ultraderechista Frente Nacional sufre el efecto en los procesos electorales, lo que lo lleva a estar subrepresentado en la Asamblea Nacional de Francia debido al sistema electoral francés de segundas rondas. Ya que los parlamentarios se eligen en dos rondas de votación lo usual es que los distintos partidos de todas las tendencias; centroderecha, centroizquierda, extrema izquierda y centro, se unan para apoyar al candidato contrario al del FN cuando éste pasa a segundas rondas. Lo mismo ha sucedido en las dos ocasiones que el FN pasó a la segunda ronda en elecciones presidenciales.[8]
- En Italia durante la Guerra Fría se excluyó al Partido Comunista Italiano de todas las coaliciones de gobierno lideradas por la Democracia Cristiana, aun siendo el segundo partido más votado. No obstante tras el fin de la Guerra Fría se suscitó un masivo reacomodo político al punto que el sucesor del PCI, Izquierda Democrática y la Democracia Cristiana se volvieron aliados y formaron gobierno conjuntamente.[9]
- En los Países Bajos el cordón sanitario se aplica al euroescéptico Partido por la Libertad de Geert Wilders, generalmente excluido de las alianzas parlamentarias.[10] Sin embargo en 2010 liberales y democristianos formaron un gobierno en minoría con el apoyo parlamentario del partido de Wilders. La coalición colapsó en 2012 al retirar Wilders su apoyo.
- En Reino Unido el partido racista Partido Nacional Británico está totalmente aislado políticamente. El entonces primer ministro y líder del Partido Conservador David Cameron llamó a votar por cualquier partido que no fuera el BNP.[11] Incluso el partido euroescéptico y nacionalista moderado UKIP evita cualquier alianza con el BNP.[12]
- En República Checa el fuerte anticomunismo vigente en todos los partidos, incluyendo los socialdemócratas, ha llevado a la exclusión del Partido Comunista de Bohemia y Moravia. También los Republicanos de Miroslav Sládek, considerados un partido de ultraderecha y antigitano, han sido aislados al punto que parlamentarios de otros partidos desalojan el recinto cuando los diputados republicanos toman la palabra.
- En Suecia y Noruega ha habido una política de exclusión de los partidos de extrema derecha, los Demócratas Suecos y el Partido Progresista respectivamente, a nivel central. Sin embargo el Partido Conservador noruego gobernó con el Partido Progresista desde 2013 y hasta 2021. A nivel local las alianzas con este partido para lograr gobiernos municipales incluso con los socialdemócratas no son tan inusuales.[13]
- En Estonia y Letonia, los partidos de la minoría rusoparlante (Armonía en Letonia, y el partido Partido de Centro en Estonia) han sido excluidos de la participación en coaliciones gobernantes a nivel nacional. Diferentes interpretaciones del periodo soviético y actitudes hacia el actual gobierno de Rusia son citadas a menudo como razones para excluir a estos partidos. En 2016 Jüri Ratas del partido Centro fue nombrado primer ministro de Estonia, terminando con el cordón.
- En la provincia de Quebec, Canadá, suele excluirse de gobierno al Bloc québécois debido a sus posturas separatistas.
- Algunos partidos dentro de la clasificación de no inscritos del Parlamento Europeo tienen ideologías radicales que los convierten en inaceptables para los grupos oficiales.[14]